# فردریک دی گریگوری
فردریک دی گریگوری (به انگلیسی: Frederick Drew Gregory) فضانورد اهل ایالات متحده آمریکا است که در ۷ ژانویهٔ ۱۹۴۱ میلادی در واشینگتن، دی. سی. زاده شد. وی در مأموریت اس‌تی‌اس-۵۱-بی، اس‌تی‌اس-۳۳، اس‌تی‌اس-۴۴ حضور داشته‌است.